# Какач
Какач или Банкенска е река в Софийска област с дължина 33,5 km. Площта на водосборния ѝ басейн е 105,8 km2.
Реката извира североизточно от връх Градище в Люлин планина. Тече на североизток през кв. Градоман, покрай Банкя, жк Обеля и район Връбница, където напуска София. Тече на североизток и се влива като ляв приток в р. Искър малко на север от с. Кубратово. Речната ѝ система включва по-малките реки Голема и Шеовица.

## Други
На Какач е наречена улица в квартал „Модерно предградие“ в София (Карта).

## Топографска карта
- Лист от карта K-34-47. Мащаб: 1 : 100 000.